# John Trumble
John William Trumble (* 16. September 1863 in Collingwood, Australien; † 17. August 1944 in Brighton, Australien) war ein australischer Cricketspieler, der zwischen 1885 und 1886 für die australische Nationalmannschaft spielte.

## Kindheit und Ausbildung
Sein Bruder Hugh Trumble spielte ebenfalls Test-Cricket und sein Bruder Thomas Trumble war Sekretär im australischen Verteidigungsministerium. Er besuchte die Hawthorn Grammar School.

## Aktive Karriere
Trumble gab sein First-Class Debüt in der Saison 1883/84 und spielte in der Folge für Victoria. Er gab sein Test-Debüt in der Nationalmannschaft in der Saison 1884/85 gegen England und erzielte dabei ein Fifty über 59 Runs. Im letzten Spiel der Serie konnte er drei Wickets (3/29) als Bowler erreichen. Daraufhin reiste er in der Saison 1886 nach England. In seinem letzten Test dort konnte er dabei 3 Wickets für 83 Runs erzielen. Sein letztes First-Class Spiel absolvierte er für die Gentleman of England im Sommer 1893 in Cambridge.

## Nach der aktiven Karriere
Nach seiner Karriere arbeitete er als Anwalt und war langjähriges Mitglied des Melbourne Clubs. Er verstarb im August 1944 im Alter von 80 Jahren.